# Relations entre le Bénin et le Canada
Les relations Bénin-Canada désignent les relations bilatérales s'exerçant entre la République du Bénin et la République fédérale du Canada. Depuis 1962, les deux pays s'entretiennent diplomatiquement et se concertent par des rencontres de commission mixte de coopération. Le Canada soutient le Bénin dans plusieurs projets de développement en rapport avec la bonne gouvernance, l’éducation, l’égalité des sexes, la santé...

## Histoire
Les relations diplomatiques entre le Bénin et le Canada débutent en 1962, deux ans après l'indépendance du Bénin :

« Le Canada et le Bénin ont des relations bilatérales depuis 1962. Alors ça fait quand même plusieurs années que nous avons des échanges. »

— Raymonde Gagné, présidente du Sénat du Canada
Dans les années 1970, le pays d'un océan à l'autre appuie le Bénin  pour la construction du Collège Polytechnique Universitaire (CPU) de l’Université d’Abomey-Calavi et pour la réfection du Port Autonome de Cotonou par l’octroi de crédits.
Refroidie pendant la période révolutionnaire, la coopération bénino-canadienne reprend avec le renouveau démocratique au Bénin. Le 15 octobre 1992, les deux pays signent un accord général de coopération au développement,.
En octobre 2008, le président béninois, Boni Yayi, profite du XIIe sommet de la Francophonie au Québec pour discuter de la coopération entre les deux pays avec le premier ministre canadien, Jean Charest, et la gouverneure générale, Michaëlle Jean,. Le 8 janvier 2013, le président béninois est reçu en visite de travail et d'amitié par le premier ministre Stephen Harper. Depuis 2016, un bureau de l’ambassade canadienne s'ouvre à Cotonou. Le Bénin, quant à lui, est représenté au Canada par l’ambassade du Bénin aux États-Unis, à Washington D.C.

## Diplomatie bénino-canadienne

### Coopération  commerciale
Le commerce bilatéral de marchandises entre les deux pays  atteint 34,9 millions de dollars en 2015 dont environ 16.9 millions de dollars en exportation et un peu plus de 18 millions de dollars en importation pour le Bénin. Les principales exportations vers le Bénin sont des véhicules et des pièces de rechanges automobiles, de la viande, du textile, des équipements électriques et électroniques et de la machinerie. cette coopération économique s'inscrit dans une large choix économique de coopération, pour le Canada, en afrique.

### Aide au développement
En 2014, le Bénin est ciblé en matière de développement international. Ainsi, d’avril 2011 à mars 2021, le Canada  investit au Bénin plus de 258 millions de dollars dans l'aide au développement. Le 8 avril 2024, le ministre canadien du développement international, Ahmed Hussen, s'informe des défis de la formation professionnelle et de l’insertion socioprofessionnelle au Bénin en visite de terrain aux côtés du ministre béninois Kouaro Yves Chabi.

### Accords diplomatiques
Le Bénin signe, en août 2024, deux accords de coopération d’un montant d’environ 7,2 milliards de FCFA avec le Canada pour la réalisation du projet Arcepe-Ahinadjè sur la résilience climatique et économique, la protection de la biodiversité et l’exploitation durable des forêts et des écosystèmes agro-forestiers.